# Martina Trevisan
Martina Trevisan (n. 3 noiembrie 1993, Florența, Italia) este o jucătoare itaiană de tenis. Cea mai bună clasare la simpu în clasamentul WTA este locul 18 mondial, la 8 mai 2023, iar la dublu locul 138 mondial, la 14 iunie 2021. Martina a câștigat un titlu WTA la simplu, la Rabat. Ea a câștigat, de asemenea, zece titluri de simplu și două titluri de dublu pe circuitul feminin ITF. 
Jucând pentru echipa Italiei de Fed Cup, Trevisan are un record de victorii-înfrângeri de 6–2 (2–2 la simplu și 4–0 la dublu).